# Les Jolivettes de Reims
 (janvier 2023).
La mise en forme du texte ne suit pas les recommandations de Wikipédia : il faut le « wikifier ».
Les points d'amélioration suivants sont les cas les plus fréquents :
- Les titres sont pré-formatés par le logiciel. Ils ne sont ni en capitales, ni en gras.
- Le texte ne doit pas être écrit en capitales (les noms de famille non plus), ni en gras, ni en italique, ni en « petit »…
- Le gras n'est utilisé que pour surligner le titre de l'article dans l'introduction, une seule fois.
- L'italique est rarement utilisé : mots en langue étrangère, titres d'œuvres, noms de bateaux, etc.
- Les citations ne sont pas en italique mais en corps de texte normal. Elles sont entourées par des guillemets français : « et ».
- Les listes à puces sont à éviter, des paragraphes rédigés étant largement préférés. Les tableaux sont à réserver à la présentation de données structurées (résultats, etc.).
- Les appels de note de bas de page (petits chiffres en exposant, introduits par l'outil «  Source ») sont à placer entre la fin de phrase et le point final[comme ça].
- Les liens internes (vers d'autres articles de Wikipédia) sont à choisir avec parcimonie. Créez des liens vers des articles approfondissant le sujet. Les termes génériques sans rapport avec le sujet sont à éviter, ainsi que les répétitions de liens vers un même terme.
- Les liens externes sont à placer uniquement dans une section « Liens externes », à la fin de l'article. Ces liens sont à choisir avec parcimonie suivant les règles définies. Si un lien sert de source à l'article, son insertion dans le texte est à faire par les notes de bas de page.
- La présentation des références doit suivre les conventions bibliographiques. Il est recommandé d'utiliser les modèles {{Ouvrage}}, {{Chapitre}}, {{Article}}, {{Lien web}} et/ou {{Bibliographie}}. Le mode d'édition visuel peut mettre en forme automatiquement les références.
- Insérer une infobox (cadre d'informations à droite) n'est pas obligatoire pour parachever la mise en page.

Pour une aide détaillée, merci de consulter Aide:Wikification.
Si vous pensez que ces points ont été résolus, vous pouvez retirer ce bandeau et améliorer la mise en forme d'un autre article.
Les Jolivettes de Reims est un ensemble traditionnel champenois.
Il a pour but de préserver, de transmettre et de faire revivre les arts et traditions populaires de Champagne. L’ensemble se produit régulièrement dans des festivals en France et a reçu le label CIOFF® France pour la qualité de son travail.
Les Jolivettes sont également les organisateurs des « Sacres du folklore », qui se déroulent tous les ans à Reims fin juin.

## Présentation
Le groupe a été créé en 1972.
Si « Jolivette » désigne une danse traditionnelle de la région de Suippes, le groupe « Les Jolivettes » de Reims représente un groupe Rémois de musiques et de danses traditionnelles dont le siège de l’association « ASSOC LES JOLIVETTES (LES SACRES DU FOLKLORE) » est situé à la maison des associations à Reims.
Il interprète, sur scène et lors de défilés, les danses populaires du XIXe siècle (valses, variantes de scottish, polka, mazurka gigues, quadrilles) mais aussi quelques danses plus anciennes telles que les branles, ou plus régionale comme la soyotte champenoise.
Un ensemble musical accompagne les danseurs. Il joue des morceaux avec de l’accordéon diatonique, de la guitare, de la flûte, du violon de la Vielle et du chant.

## Costume
Danseuses et danseurs portent des costumes représentants les différentes activités du début XIXème siècle du pays champenois (de travail, paysan de cérémonie, conscrits, vignerons, …).
Les danses et costumes sont reconstitués après collectage par l’association.

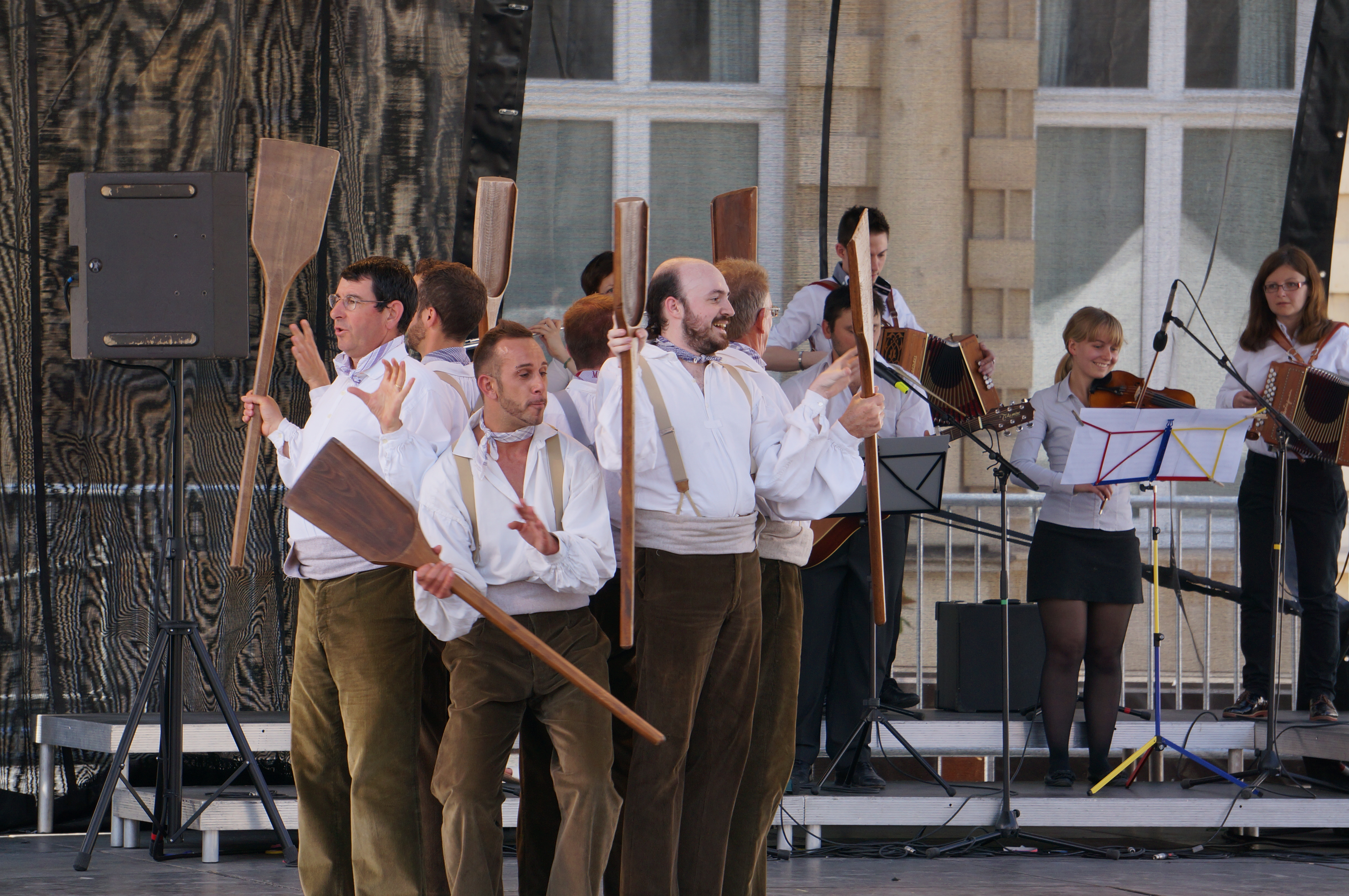
Jolivettes danse des pelles.

La danse des pelles fait référence aux pelles utilisées dans les pressoirs à raisins de champagne. Elles servaient à vider le pressoir après les différents pressurages. Les danseurs sont en tenue de vigneron. La danse est accompagnée du "Chant de la pelle de Chigny-les-Roses" qui est un village du vignoble de la montagne de Reims.

## Festival des sacres du folklore
Les Jolivettes sont, depuis 1982, les organisateurs des « Sacres du Folklore », qui se déroulent tous les ans à Reims fin juin. Ce festival comprend de la musique, des chants et de la danse folklorique,.
Le festival « Les Sacres du Folklore » est membre du CIOFF France depuis 1991.

### Le festival des Sacres du Folklore en 2015
Etaient présentes, des troupes en provenance de l’étranger (du Kirghizstan, de la Pologne, du Panama, du Swaziland, et de la Turquie) ou de France représentant, la Martinique (Ballet Pom'Kanel), la Provence et la Champagne.
C’étaient l’occasion pour redécouvrit le « Grand Bailla », Dragon processionnel de Reims au Moyen Âge.

### Le festival des Sacres du Folklore en 2014
En 2014, la 33è édition du festival des Sacres du Folklore a accueilli des groupes, Slovaques, Russes, Arméniens, Sud-Africains, Mexicains, Mongoles et avec un zoom sur la Chine en lien avec la reconnaissance par la France de la République de Chine, le 21 janvier 1964.

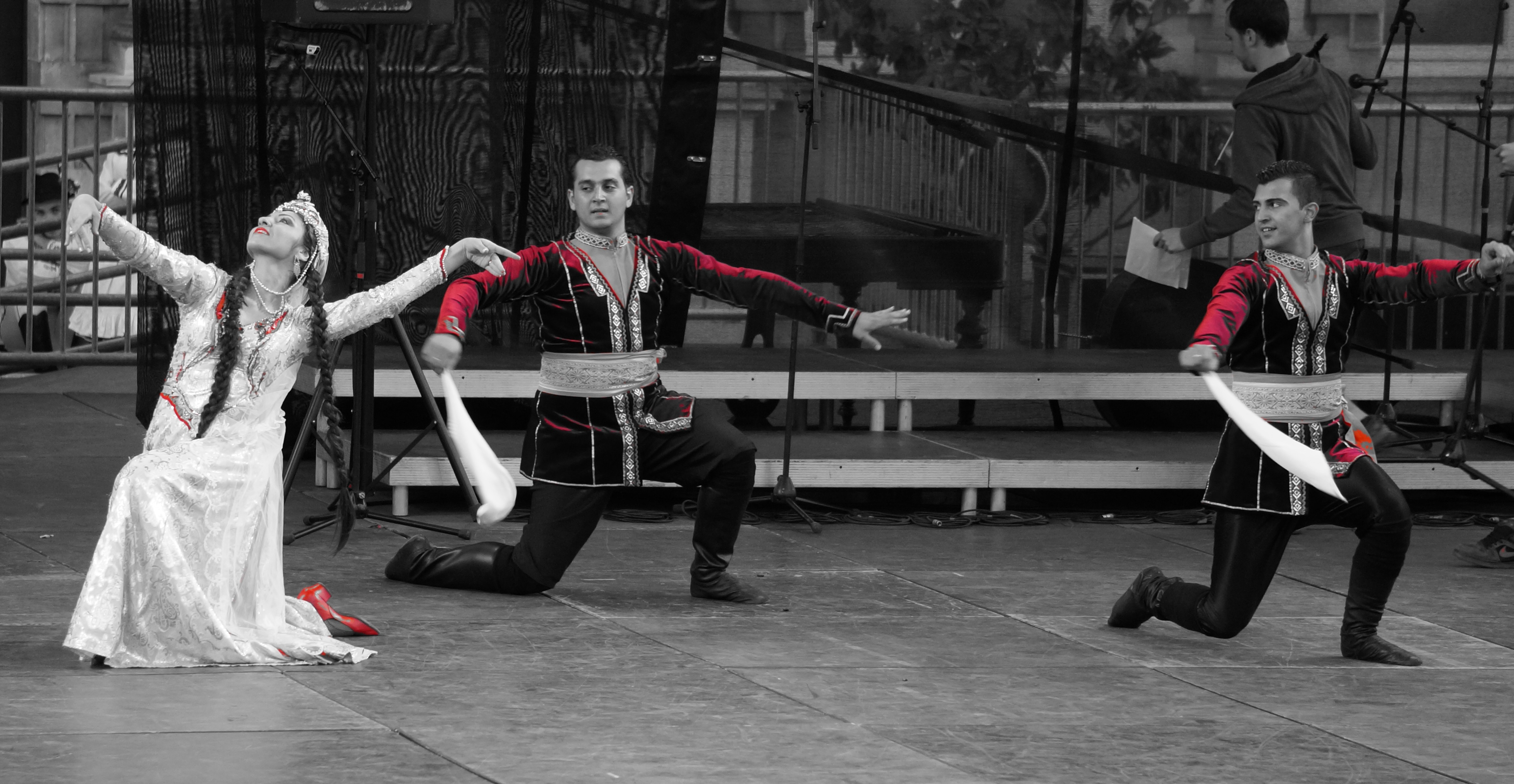
L'Arménie.
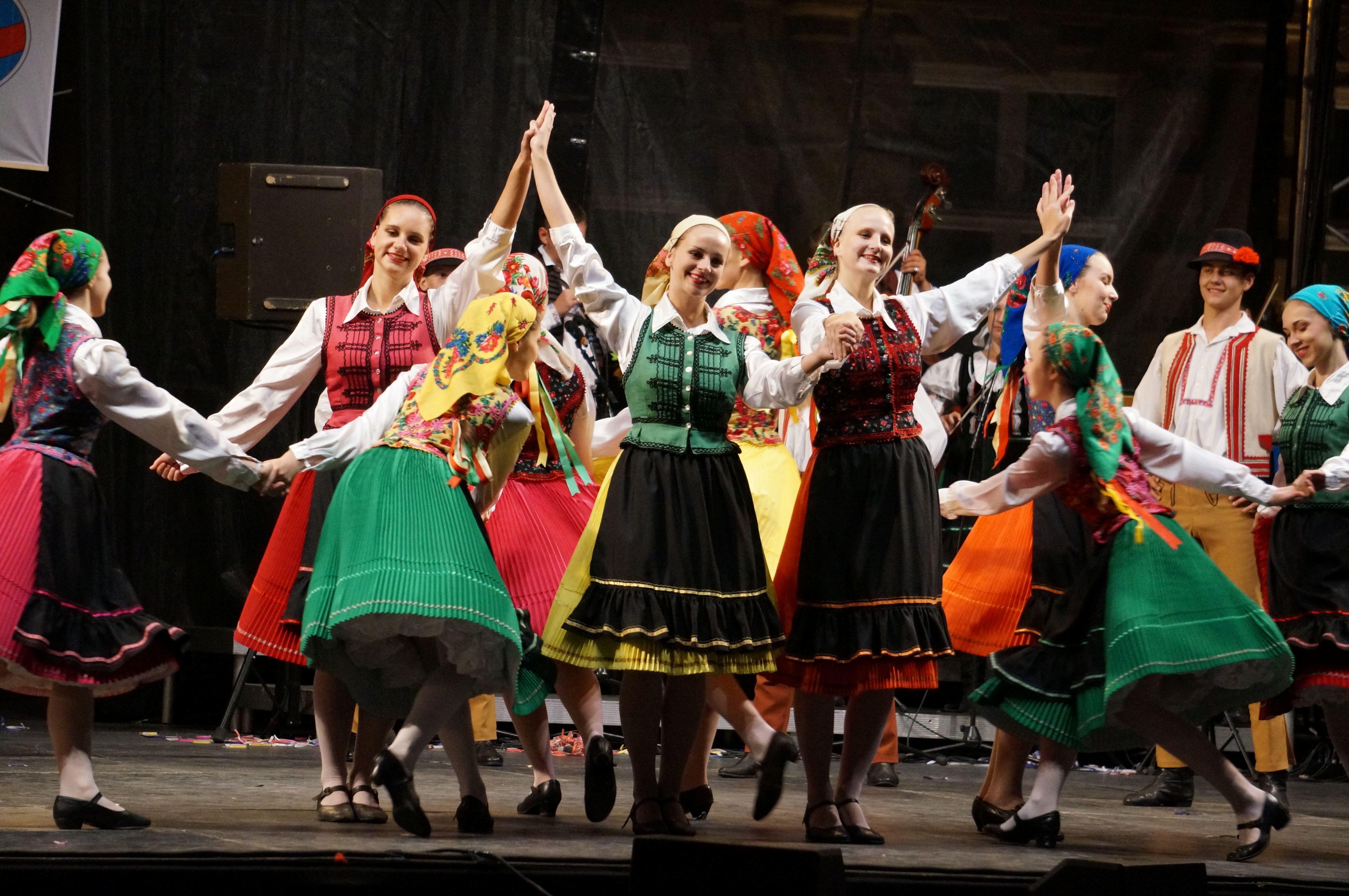
La Slovaquie.
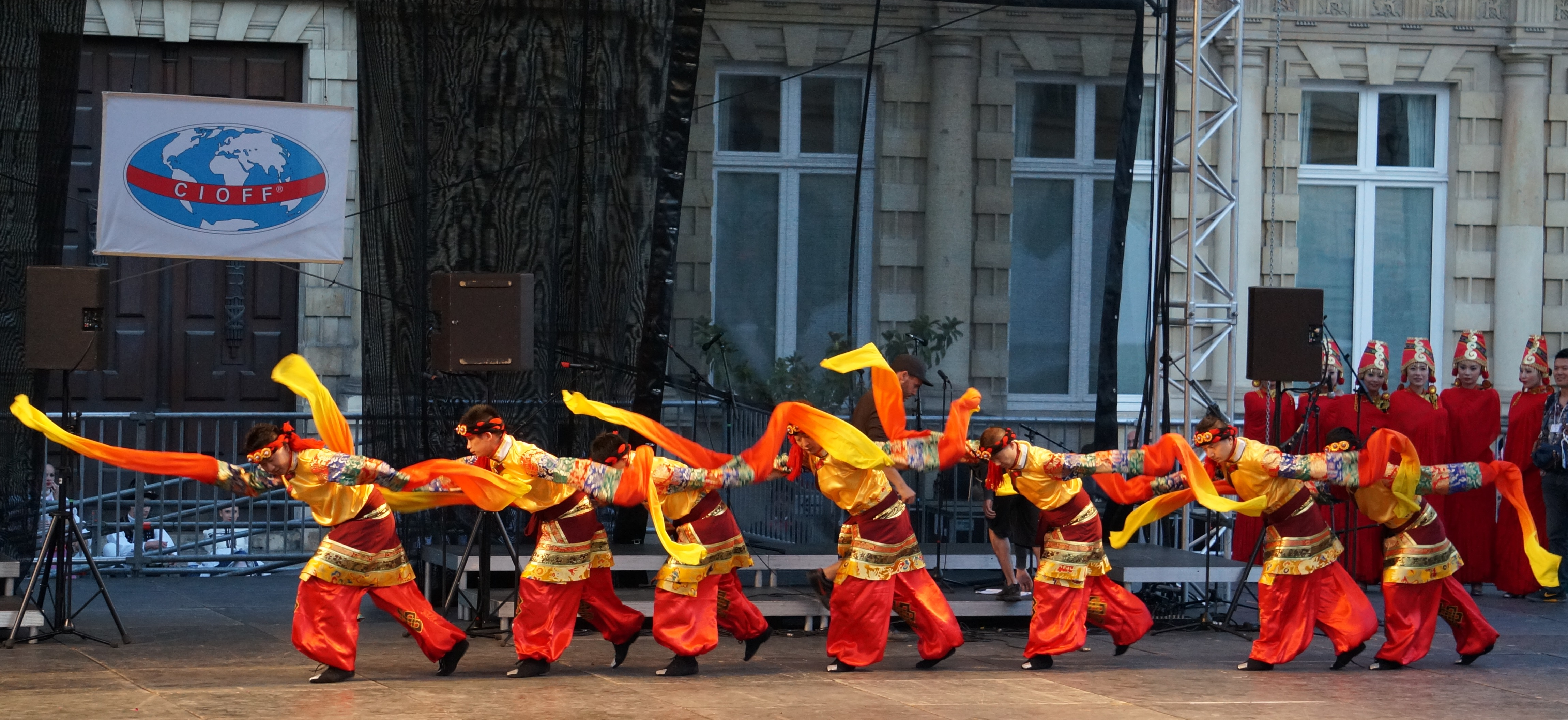
Troupe de l'Opera Chengdu (Chine).

### Le festival des Sacres du Folklore en 2013
Lors du Sacre du folklore de 2013, le Grand Bailla a refait une apparition sur le parvis de la mairie de Reims. Dix ans plus tard, ce dragon est cédé à une association de Tournai, en Belgique.

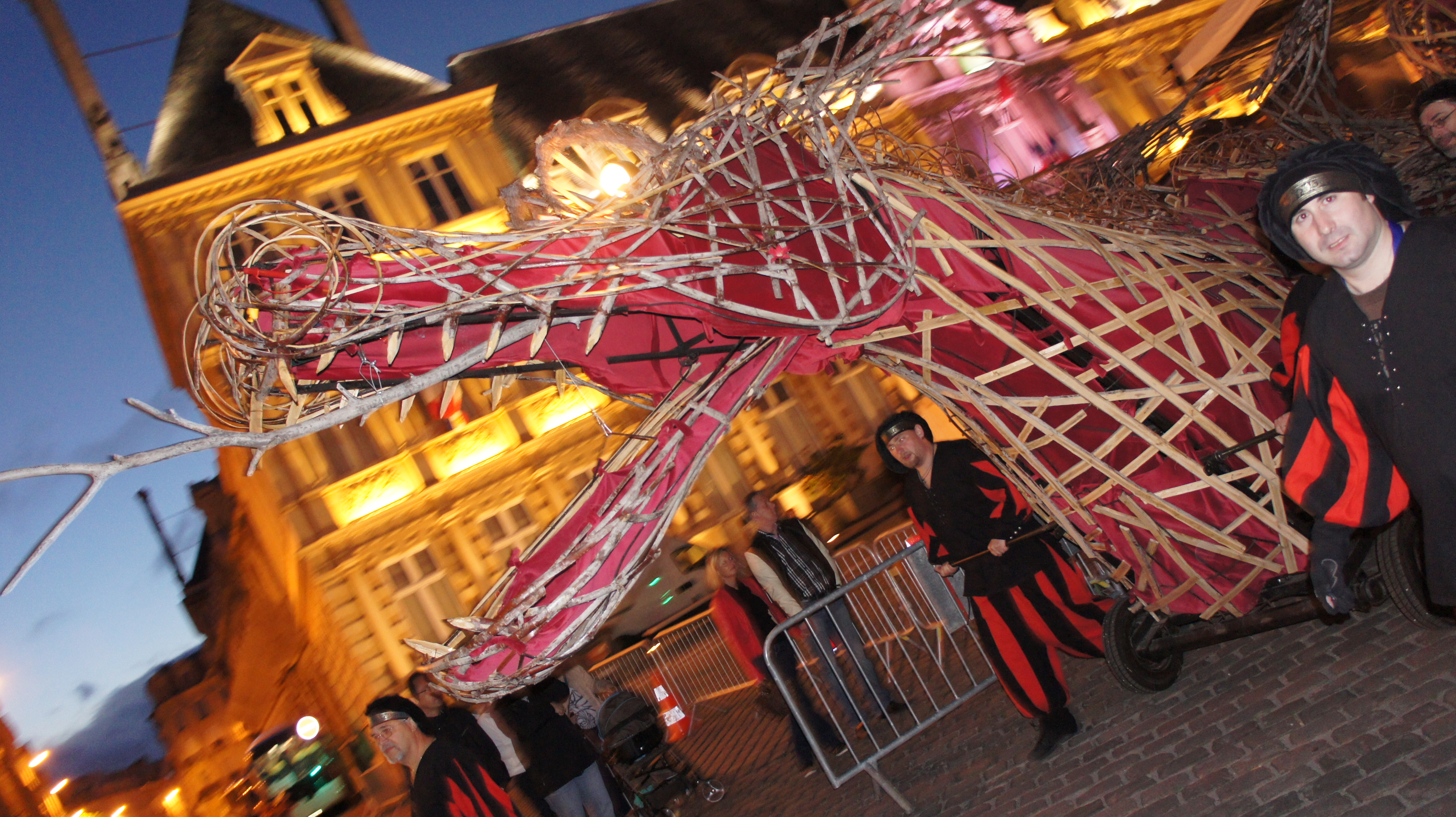
De nouveau le dragon de Reims.